# 佩登崖
74°57′S 136°28′W / 74.950°S 136.467°W
佩登崖（英語：Peden Cliffs）是南極洲的山崖，位於瑪麗伯德地的麥當勞高地西部，全長11公里，該山崖根據美國地質調查局的測量和美國海軍的空中照片被繪入地圖。